# Солисты балета (серия книг)
«Солисты балета» — серия монографий о выдающихся артистах балета, советских балеринах и танцовщиках разных поколений, созданная в 1970-1990-х годах московским и ленинградским отделениями издательства «Искусство» при участии ведущих балетных критиков СССР.

## Издания серии
- Рославлева Н. Марис Лиепа. — М.: Искусство, 1978. — 174 с. — (Солисты балета). — 25 000 экз.
- Ильичёва M. Ирина Колпакова. — Л.: Искусство, 1979. — 260 с. — (Солисты балета). — 25 000 экз.
- Тейдер В. Александр Лапаури. — М.: Искусство, 1980. — 220 с. — (Солисты балета). — 25 000 экз.
- Константинова M. Екатерина Максимова. — М.: Искусство, 1982. — 264 с. — (Солисты балета). — 25 000 экз.
- Солодовников А. Ольга Лепешинская. — М.: Искусство, 1983. — 240 с. — (Солисты балета). — 25 000 экз.
- Ильичёва M. Аскольд Макаров. — Л.: Искусство, 1984. — 194 с. — (Солисты балета). — 25 000 экз. — автограф
- Красовская В. Никита Долгушин. — Л.: Искусство, 1985. — 224 с. — (Солисты балета). — 25 000 экз.
- Ильичёва M. Ирина Колпакова. — 2. — Л.: Искусство, 1986. — 240 с. — (Солисты балета). — 25 000 экз.
- Зозулина Н. Алла Осипенко. — Л.: Искусство, 1987. — 256 с. — (Солисты балета). — 25 000 экз.
- Львов-Анохин Б. Сергей Корень. — Л.: Искусство, 1988. — 250 с. — (Солисты балета). — 25 000 экз.
- Гришина Е. Николай Фадеечев. — М.: Искусство, 1990. — 288 с. — (Солисты балета). — 25 000 экз. — ISBN 5-210-00339-6.
- Нурджанов Н. Малика Сабирова. — М.: Искусство, 2001. — 304 с. — (Солисты балета). — 1000 экз.